# ZB60
La ZB vz. 60 era una mitragliatrice pesante costruita in Cecoslovacchia dall'azienda Zbrojovka Brno. Nota principalmente per la sua copia su licenza utilizzata dal British Army, la 15 mm BESA, non vide mai il servizio nel paese in cui fu progettata a causa del lungo e travagliato sviluppo.

## Sviluppo
Sviluppato nei tardi anni venti per soddisfare la richiesta di una mitragliatrice pesante in funzione anti materiale, i primi prototipi, sviluppati con il calibro 20 mm erano dei cannoni automatici a tutti gli effetti. Nel 1933 l'esercito cambiò i requisiti dell'arma, relegandola alla sola funzione di mitragliatrice pesante e lasciando la funzione anticarro alle armi calibro 20 mm come i Cannoni automatici. Fu così che gli sviluppi successivi si concentrarono su calibri minori, nello specifico si arrivò al 15 mm Skoda. A causa del suo lungo e travagliato sviluppo, non fece in tempo a venir utilizzata nel paese in cui fu realizzata, principalmente a causa dell'invasione tedesca del 1939, nonostante ciò ma ottenne un discreto successo internazionale, venendo esportata ed utilizzata in Grecia, Jugoslavia, Iran e Gran Bretagna, che produsse su licenza una copia della suddetta, chiamata BESA Mk II (Nota come 15 mm BESA), prodotta dalla Birnigham Small arms company, fino al 1949.

## Tecnica

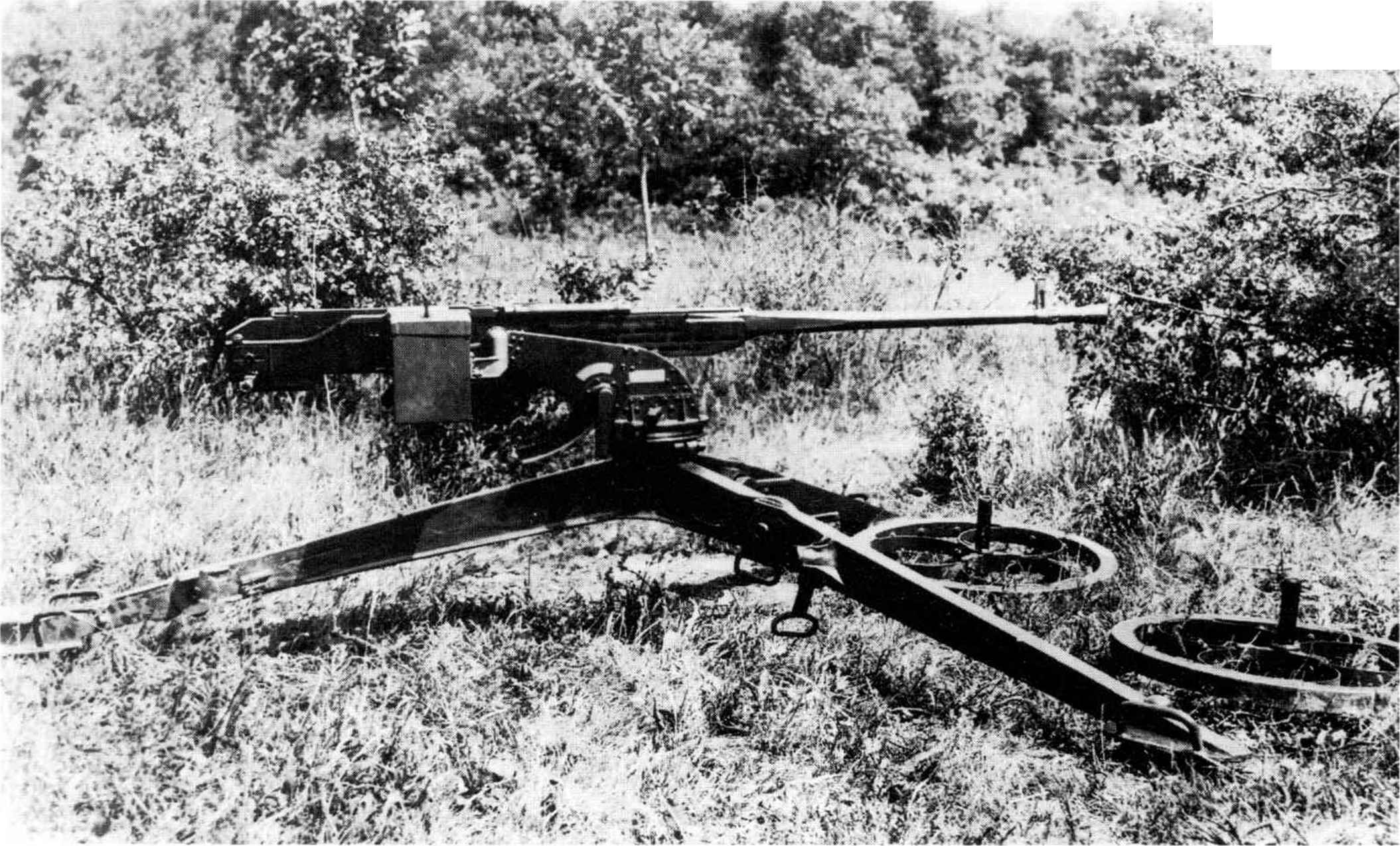
La mitragliatrice sull'originale affusto treppiede dispiegato

La ZB vz. 60 è sostanzialmente una versione ingrandita della più piccola ZB vz. 53 camerata per il 7,92 x 57 mm (Nota all'estero come BESA, dal nome della compagnia inglese che la produceva su licenza), ne condivideva quindi il meccanismo di sparo a sottrazione di gas, l'alimentazione con nastro a maglie e il raffreddamento ad aria. L'unica parte radicalmente diversa dalla sua sorella minore era la mancanza del selettore di tiro, una sorta di smorzatore di rinculo che se disattivato, permetteva alla molla una corsa minore aumentando il volume di fuoco anche di 200-300 colpi/minuto. La canna era sostituibile per permettere un volume di fuoco prolungato. La versione originale era dotata di un affusto treppiede con gambe divaricabili a cui una volta chiuso venivano aggiunte delle ruote per facilitarne il trasporto.

## Impiego Operativo
A causa del suo lungo e travagliato sviluppo non fece in tempo ad entrare in servizion con l'esercito Cecoslovacco, a causa dell'invasione tedesca. Subito dopo l'annessione al reich, la Wehrmacht in costante ricerca di nuovo materiale, la rimise in servizio principalmente con ruolo antiaereo con la designazione 15 mm FlaMG 39(t). Si hanno riscontri dell'uso di tale arma anche in ambito nautico, sui vascelli leggeri della kriegsmarine, sempre come arma antiaerea. Diverso fu l'utilizzo che ne fu fatto in Gran Bretagna, dove venne acquistata in 140 pezzi consegnati nel periodo compreso tra gennaio ed aprile 1939, comprensive di Licenza di produzione, che verrà avviata presso la Birmingham Small Arms Company, sotto la denominazione di BESA Mk. II (nota come 15 mm Besa). L'arma prodotta venne subito immessa in servizio per armare veicoli leggeri come le autoblindo Humber, o sulla versione "C" della serie VI dei carri leggeri Vickers, in sostituzione delle obsolete .5 Vickers. 70 esemplari sono invece stati esportati in Iran tra il 1938 ed il 1939 e 477 sono stati esportati in Jugoslavia, immessi in servizio con la denominazione Mitraljez 15 mm M 38, tra il 1938 ed il 1940.